# دار المعارف
دار المعارف من أشهر دور النشر في الوطن العربي، أنشأها في القاهرة صاحبُها الناشر اللبناني نجيب متري في سنة 1890، وتولى إدارتها من بعده ولده شفيق نجيب متري. أثرَت المكتبةَ العربية بروائع المطبوعات الأدبية والثقافية وكنوز التراث العربي والإسلامي.

## تاريخ الدار
أسس دار المعارف الناشر اللبناني نجيب متري عام 1890، وكانت في بدايتها مطبعةً تجارية في الطابق الأرضي من منزل كبير كان يحمل رقم 70 شارع الفجَّالة (اشتهر آنذاك بشارع المطابع) وقد كان هذا المبنى ملكًا لخليل الزهار واشتراه السيد عبد الرحيم الدمرداشي باشا.
في سنة 1910 حدث تطوير لدار المعارف للطباعة بأن أصبحت دار المعارف للنشر، وقد تم ذلك بعد استئجار دكان بنفس المنزل السابق وجعلته مكتبة دار المعارف. وفي سنة 1953م تغير ترقيم العقارات بشارع الفجَّالة فأصبحت تحمل رقمها الحالي وهو رقم 9 شارع الفجالة، وهو حاليًّا أحد فروع دار المعارف. 
ومع زيادة منشورات دار المعارف شيدت المبنى الحالي وانتقلت إليه في أول مارس 1950، وكان آنذاك يحمل رقم 5 شارع ماسبيرو. ثم تغير اسم الشارع ورقم العقار ليُصبحا باسمها الحالي وهو رقم 1119 طريق كورنيش النيل على مقربة من ميدان عبد المنعم رياض. ثم بنَت ملحقًا جانبيًّا لهذا المقرِّ الرئيس. 
وفي سنة 1963م جرى تأميم الكثير من المنشآت العامة ومن ضمنها دار المعارف. 
لدى دار المعارف حاليًّا 21 فرعًا في الجمهورية المصرية، لعرض جميع إصدارات دار المعارف وبيعها. ورئيس مجلس الإدارة الحالي سعيد عبده مصطفى.
أثرت الدار المكتبة العربية بالنشر للعديد من كبار الكتاب أمثال: طه حسين وتوفيق الحكيم والمازني ومحمد مندور وإبراهيم ناجي وأحمد حسن الزيات وعائشة عبد الرحمن وشوقي ضيف وأحمد مستجير و سيد شلبي. كما أن دار المعارف هي الدار الوحيدة التي سمحت لكل الأطياف والألوان السياسية بالنشر في مطابعها من كتاب الأصولية والسلفية والماركسية والشيوعية.

## إصداراتها
- مجلة أكتوبر
- سلسلة اقرأ
- سلسلة ذخائر العرب
- قصص بوليسية للأولاد (المغامرون الخمسة)
- سلسلة المكتبة الخضراء
- مجلة سندباد
- مكتبة الدراسات الأدبية
- سلسلة نوابغ الفكر العربي
- سلسلة نوابغ الفكر الغربي
- مسرحيات شكسبير
- سلسلة أقطاب التصوف
- مؤلفات الدكتور طه حسين ( عميد الادب العربى )
- مؤلفات الدكتور شوقى ضيف
- مؤلفات الدكتورة عائشة عبد الرحمن ( بنت الشاطئ)
- سلسلة المعارف الطبى
- سلسلة المعارف العلمى
- سلسلة المعارف الزراعى
- مكتبة الدراسات الفلسفية
- مكتبة الدراسات الأفريقية
- مجموعة سيرة الرسول
- سلسلة الصحابة
- مجموعة سيرة الرسول
- مجموعة القصص الدينية
- مجموعة المكتبة الحديثة للأطفال

## المصدر
- كتاب الأصول التاريخية لمؤسسات الدولة والمرافق العامة بمدينة القاهرة لمؤلفه فتحى حافظ الحديدى -دار المعارف-2007
- كتاب دار المعارف 125 عاما من الثقافة إعداد إيهاب الملاح - دار المعارف - 2016

## وصلات خارجية
- الموقع الرسمي